# Kiki Preston
Alice „Kiki“ Preston (* 8. Oktober 1898 als Alice Gwynne in Hempstead (Town, New York); † 23. Dezember 1946 in New York City) war eine US-amerikanische Großwildjägerin und Pferdezüchterin in Kenia. Sie war Mitglied des Happy Valley Set und hatte angeblich mit Prinz George, Duke of Kent einen nichtehelichen Sohn. Wegen ihrer Drogenabhängigkeit hatte sie den Spitznamen „das Mädchen mit der Silberspritze“. Sie gehörte zur High Society von Paris und New York. Mit 48 Jahren beging sie Suizid.

## Biografie
Kiki Preston war die Tochter von Edward Erskine Gwynne, Sr. und seiner Ehefrau Helen Steele. Sie hatte zwei jüngere Brüder. Richter Samuel Chase, Unterzeichner der Unabhängigkeitserklärung der Vereinigten Staaten, war der Urgroßvater von Prestons Mutter. Prestons Vater war ein Neffe von Cornelius Vanderbilt II. Die Familie war wohlhabend, doch Prestons Vater war ein Lebemann, der das Vermögen der Familie aufs Spiel setzte. Er starb 1904, Preston war zu dieser Zeit fünf Jahre alt. Zuvor hatte Gwynne sein Vermögen an seine Mutter Louise Gwynne überschrieben, die es treuhänderisch für ihre Enkel verwaltete. Preston wuchs größtenteils in Paris auf, die Familie hielt sich nur gelegentlich in New York auf. Ihre Erziehung fand zeitweise in England statt.
1919 heiratete Kiki Preston Horace R. Bigelow Allen. Sie hatten eine Tochter und einen Sohn. In Paris, wo sie lebten, lernten sie Mitglieder des künftigen Happy Valley Set kennen, darunter Alice de Janzé und Josslyn Hay, 22. Earl of Erroll. 1924 reichte Preston die Scheidung ein. Nur wenige Monate später, im April 1925, heiratete sie den Investmentbanker Jerome „Gerry“ Preston aus Colorado. Mit ihm zog sie nach Kenia, wo sie am Naivashasee lebten und mit dem Happy Valley Set in Verbindung waren. Die Prestons waren beide erfolgreiche Großwildjäger und Pferdezüchter. Zu ihren Gästen zählten neben den Mitgliedern der Happy-Valley-Gruppe zum Beispiel der Schauspieler Gary Cooper, der Schriftsteller Evelyn Waugh und die Flugpionierin Beryl Markham.
Kiki Preston war bekannt für ihre Schönheit, ihren ausufernden Lebensstil und ihre Abhängigkeit von Heroin, Kokain und Morphium. Sie hatte den Spitznamen „das Mädchen mit der Silberspritze“ (the girl with the silver syringe), da sie ihre silberne Spritze überall dabeihatte und auch ungeniert in der Öffentlichkeit benutzte. Zu ihren vielen Liebhabern zählten auch der Schauspieler Rudolph Valentino und Prinz George, Duke of Kent, den sie zum Drogenkonsum brachte.
Jerome Preston starb 1934, und Kiki Preston wurde mit 36 Jahren Witwe. Nach etlichen weiteren Todesfällen im Familien- und Freundeskreis (darunter zum Beispiel Josslyn Hay, 22. Earl of Erroll, ermordet 1941; Alice de Janzé, Suizid 1941; Prinz George, Flugzeugabsturz 1942; Ethan Allen, Kiki Prestons Sohn aus der ersten Ehe, Flugzeugabsturz 1942) und mentalen Problem sprang Kiki Preston am 23. Dezember 1946 aus dem Fenster ihres Apartments im fünften Stock des Stanhope Hotel in New York in den Tod.
Gerüchten zufolge war der Diplomat und Verlagsagent Michael Temple Canfield (1926–1969) das nichteheliche Kind von Prinz George und Kiki Preston. Canfield war der erste Eheman von Lee Radziwill, der jüngeren Schwester von Jacqueline Kennedy Onassis. In zweiter Ehe war er mit Laura Spencer-Churchill, Duchess of Marlborough verheiratet.
Kiki Preston ist in dem Buch White Mischief (1982) des britischen Journalisten James Fox erwähnt; in dem Buch geht Fox den Ereignissen um die Ermordung von Josslyn Hay nach. Paul Di Filippo lässt Kiki Preston zusammen mit anderen Mitgliedern der Happy-Valley-Gruppe in seiner Kurzgeschichte „A Happy Valley at the End of the World“ (1997) auftreten.